# Catharina van Brunswijk-Lüneburg

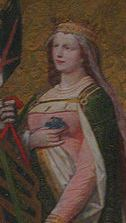
Catharina van Brunswijk-Lüneburg, keurvorstin van Saksen.

Catharina van Brunswijk-Lüneburg (circa 1395 - Grimma, 28 december 1442) was van 1423 tot 1428 keurvorstin van Saksen. Ze behoorde tot het huis Welfen.

## Levensloop
Catharina was het tweede kind en de enige dochter van hertog Hendrik de Milde van Brunswijk-Lüneburg en diens eerste echtgenote Sophia, dochter van hertog Wartislaw VI van Pommeren.
Op 8 mei 1402 huwde ze op zevenjarige leeftijd met markgraaf Frederik IV van Meißen (1370-1428), die in 1423 onder de naam Frederik I keurvorst van Saksen werd. Frederik verloor in 1425 een groot deel van zijn leger in de Slag bij Most, tijdens de Hussietenoorlogen. Tijdens Frederiks aanwezigheid stelde Catharina een nieuw leger van 20.000 man samen, dat Frederik ter hulp schoot, maar verpletterend verslagen werd in de Slag bij Aussig in 1426.
Catharina verbleef samen met haar echtgenoot in het kasteel Mildenstein in Leisnig, die zich ontwikkelde tot de privéresidentie van de Saksische keurvorsten. In 1442 stierf ze, waarna ze werd bijgezet in de kathedraalkapel van Meißen.

## Nakomelingen
Catharina en Frederik kregen volgende kinderen:
- Catharina, jong gestorven
- Frederik II (1412-1464), keurvorst van Saksen
- Sigismund (1416-1471), bisschop van Würzburg
- Anna (1420-1462), huwde in 1433 met landgraaf Lodewijk I van Hessen
- Catharina (1421-1476), huwde in 1441 met keurvorst Frederik II van Brandenburg
- Hendrik (1422-1435)
- Willem III (1425-1482), landgraaf van Thüringen

## Voorouders
| Overgootouders                               | Magnus I van Brunswijk (1304-1369) ∞ Sophia van Brandenburg (-1356)               | Magnus I van Brunswijk (1304-1369) ∞ Sophia van Brandenburg (-1356)               | Bernhard III van Anhalt (–1348) ∞ Agnes van Saksen-Wittenberg (1310-1338)         | Bernhard III van Anhalt (–1348) ∞ Agnes van Saksen-Wittenberg (1310-1338)         | Barnim IV van Pommeren (1325-1365) ∞ Sophie van Werle (1329-1364)                 | Barnim IV van Pommeren (1325-1365) ∞ Sophie van Werle (1329-1364)                 | Johan I van Mecklenburg-Stargard (1326–1393) ∞ Anna van Pinneberg (–)             | Johan I van Mecklenburg-Stargard (1326–1393) ∞ Anna van Pinneberg (–)             |
| Grootouders                                  | Magnus II van Brunswijk (1324-1373) ∞ Catharina van Anhalt-Bernburg (1330-1390)   | Magnus II van Brunswijk (1324-1373) ∞ Catharina van Anhalt-Bernburg (1330-1390)   | Magnus II van Brunswijk (1324-1373) ∞ Catharina van Anhalt-Bernburg (1330-1390)   | Magnus II van Brunswijk (1324-1373) ∞ Catharina van Anhalt-Bernburg (1330-1390)   | Wratislaus VI van Pommeren (1345–1394) ∞ Anna van Mecklenburg-Stargard (–)        | Wratislaus VI van Pommeren (1345–1394) ∞ Anna van Mecklenburg-Stargard (–)        | Wratislaus VI van Pommeren (1345–1394) ∞ Anna van Mecklenburg-Stargard (–)        | Wratislaus VI van Pommeren (1345–1394) ∞ Anna van Mecklenburg-Stargard (–)        |
| Ouders                                       | Hendrik de Milde van Brunswijk-Lüneburg (–1416) ∞ Sophia van Pommeren (1370–1406) | Hendrik de Milde van Brunswijk-Lüneburg (–1416) ∞ Sophia van Pommeren (1370–1406) | Hendrik de Milde van Brunswijk-Lüneburg (–1416) ∞ Sophia van Pommeren (1370–1406) | Hendrik de Milde van Brunswijk-Lüneburg (–1416) ∞ Sophia van Pommeren (1370–1406) | Hendrik de Milde van Brunswijk-Lüneburg (–1416) ∞ Sophia van Pommeren (1370–1406) | Hendrik de Milde van Brunswijk-Lüneburg (–1416) ∞ Sophia van Pommeren (1370–1406) | Hendrik de Milde van Brunswijk-Lüneburg (–1416) ∞ Sophia van Pommeren (1370–1406) | Hendrik de Milde van Brunswijk-Lüneburg (–1416) ∞ Sophia van Pommeren (1370–1406) |
| Catharina van Brunswijk-Lüneburg (1395-1442) |                                                                                   |                                                                                   |                                                                                   |                                                                                   |                                                                                   |                                                                                   |                                                                                   |                                                                                   |